# Vlčice (okres Trutnov)
Obec Vlčice (německy Wildschütz) se nachází v okrese Trutnov v Královéhradeckém kraji. Obec leží na Vlčickém potoku pět kilometrů západně od Trutnova. Žije zde 562 obyvatel. Obec se skládá ze dvou katastrálních území: Vlčice u Trutnova a Hrádečku.

## Historie
Archeologické nálezy (štípaná industrie) z jihu katastru obce dokládají přechodné stanoviště pravěkých lovců a sběračů. První písemná zmínka o vesnici pochází z roku 1362. Asi od 15. do 17. století vesnice patřila  rodu Zilvárů ze Silberštejna. V roce 1628 zde přespal poslední noc v Čechách před odchodem do exilu Jan Amos Komenský.[zdroj?] V roce 1675 koupil panství Vlčice kníže Jan Adolf I. ze Schwarzenbergu. V blízkém okolí Vlčic se nacházejí dvě zříceniny hradů – Horní Vlčice a Břecštejn. Pod Břecštejnem se nachází osada a katastrální území Hrádeček s chalupou exprezidenta Václava Havla, v níž také zemřel.

## Přírodní poměry
Podél severozápadní hranice správního území obce protéká Luční potok, jehož tok je chráněn jako přírodní památka Luční potok v Podkrkonoší.

## Pamětihodnosti
- Zámek Vlčice
- Kostel svatého Vojtěcha
- Socha svatého Floriána
- Socha svatého Jana Nepomuckého
- Sousoší svatého Jana Nepomuckého s andílky
- Fara

## Galerie

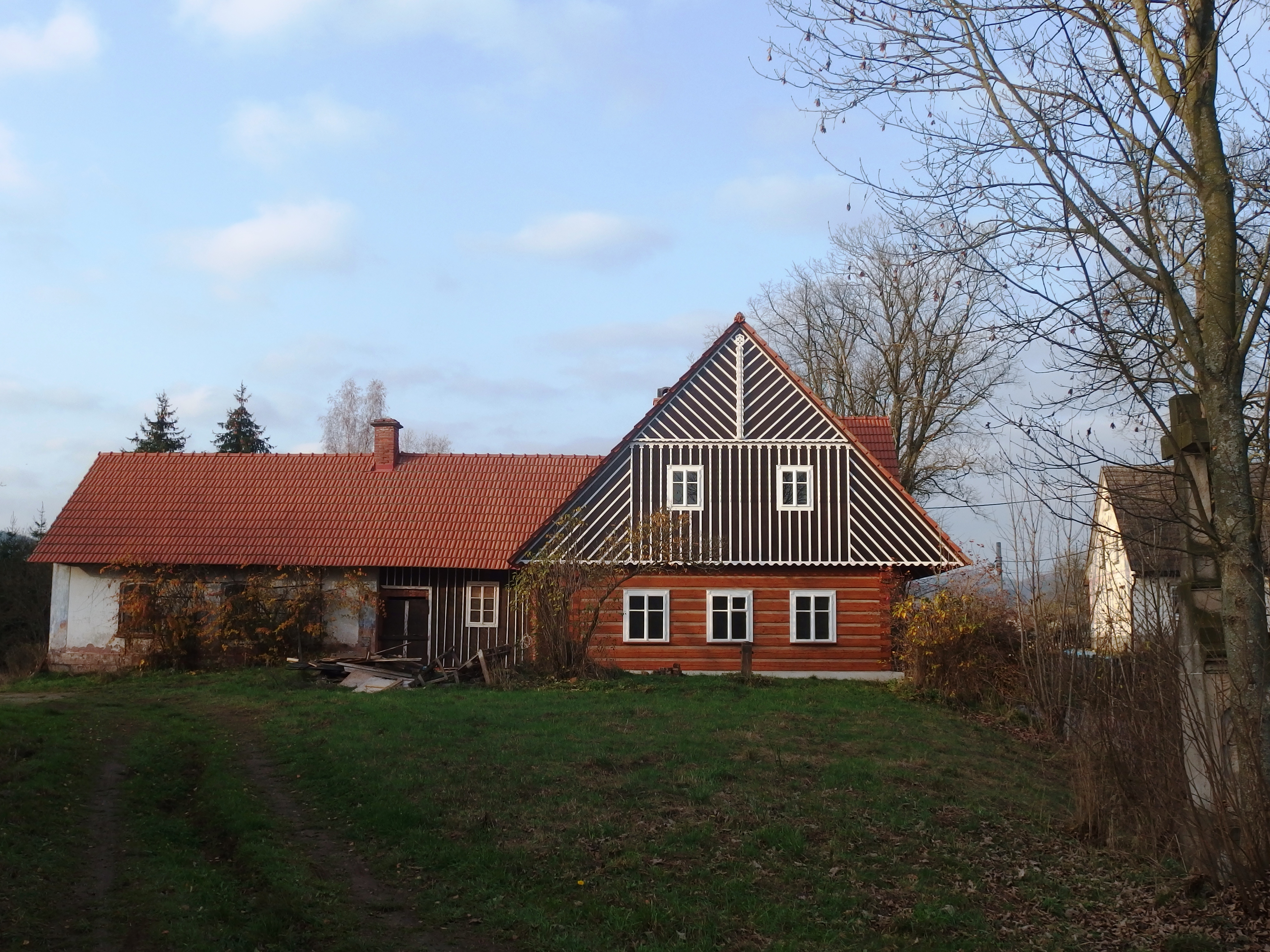
Vlčice čp. 35
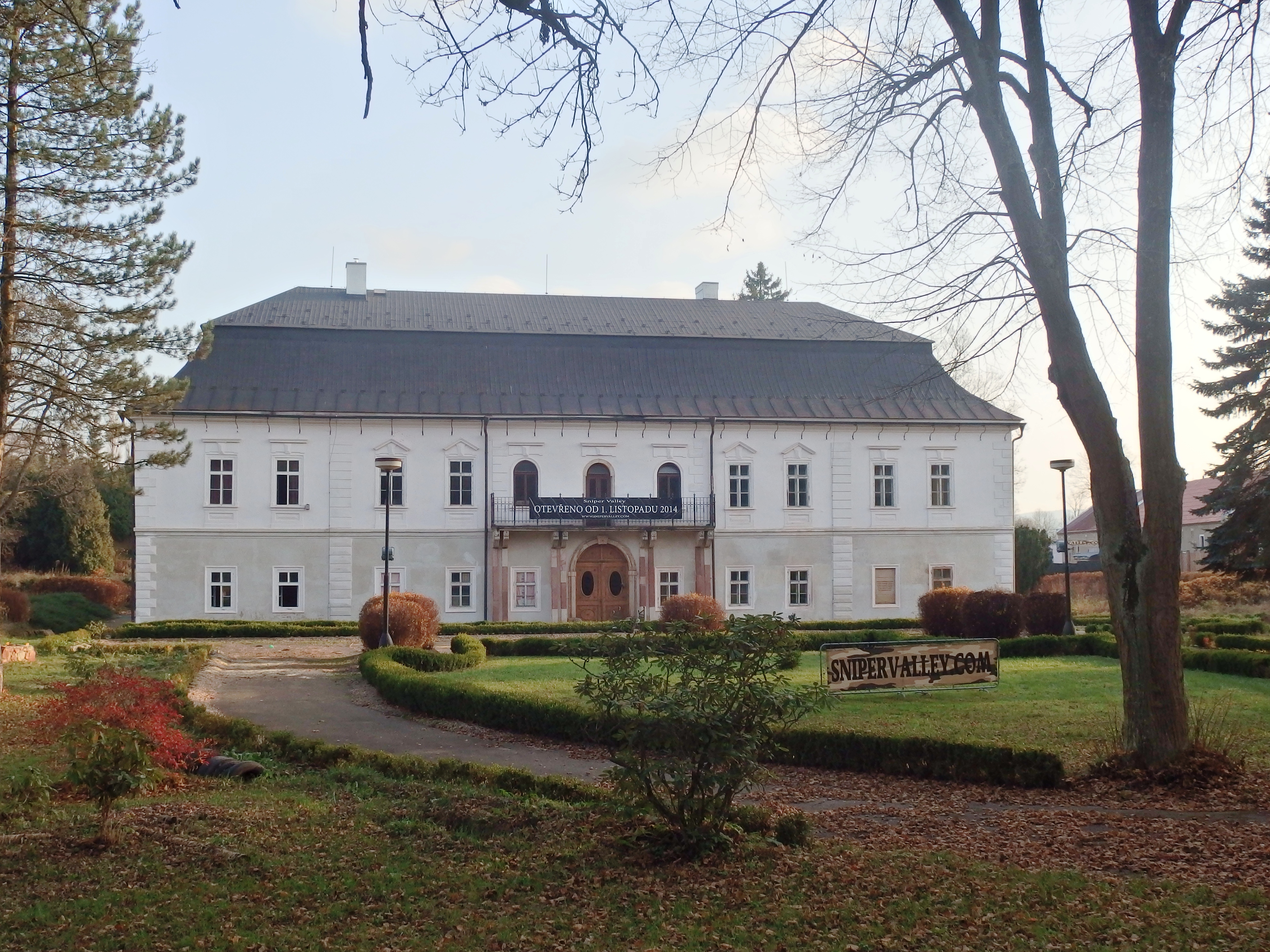
Zámek Včice
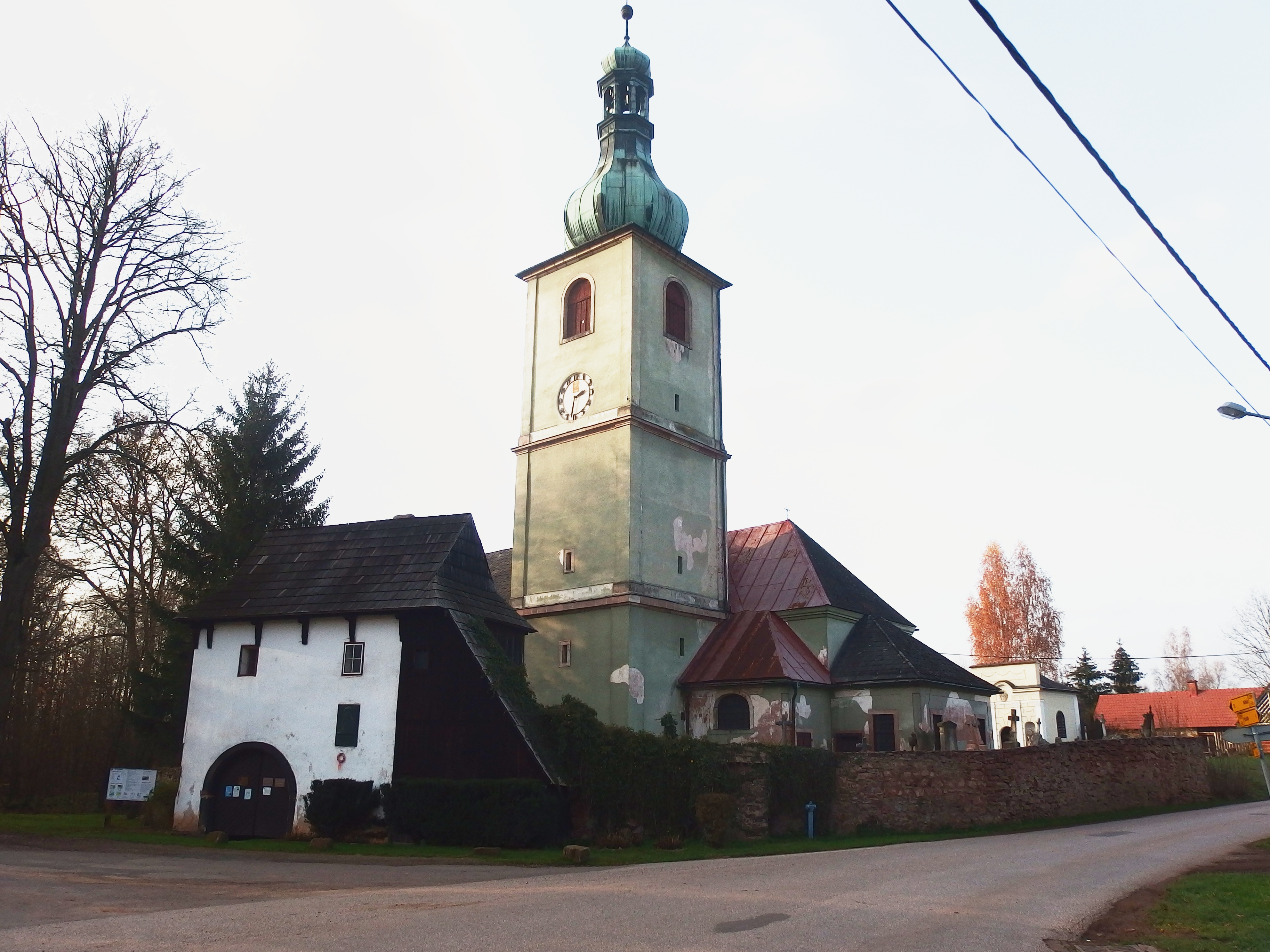
Kostel sv. Vojtěcha
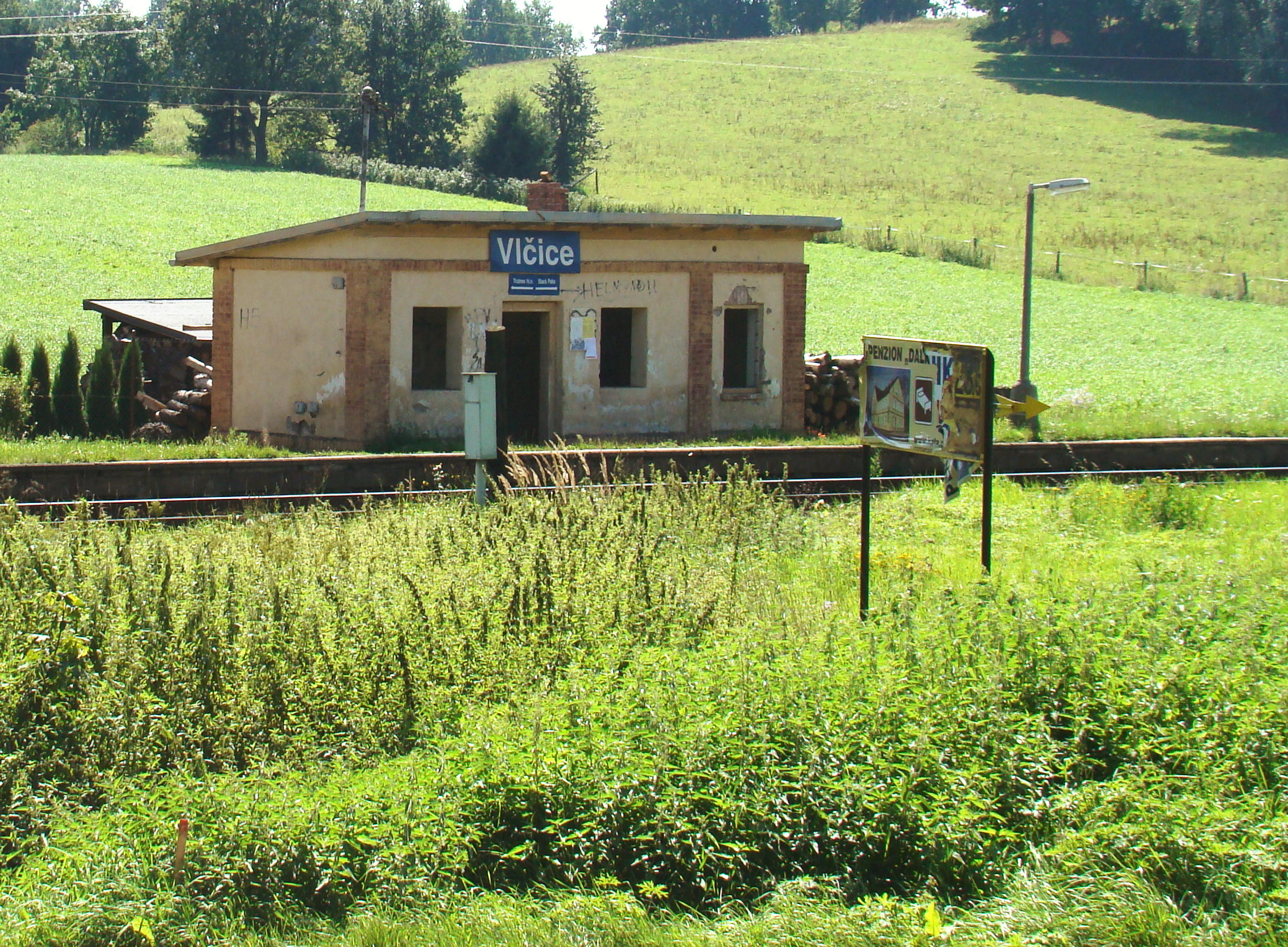
Železniční zastávka Vlčice
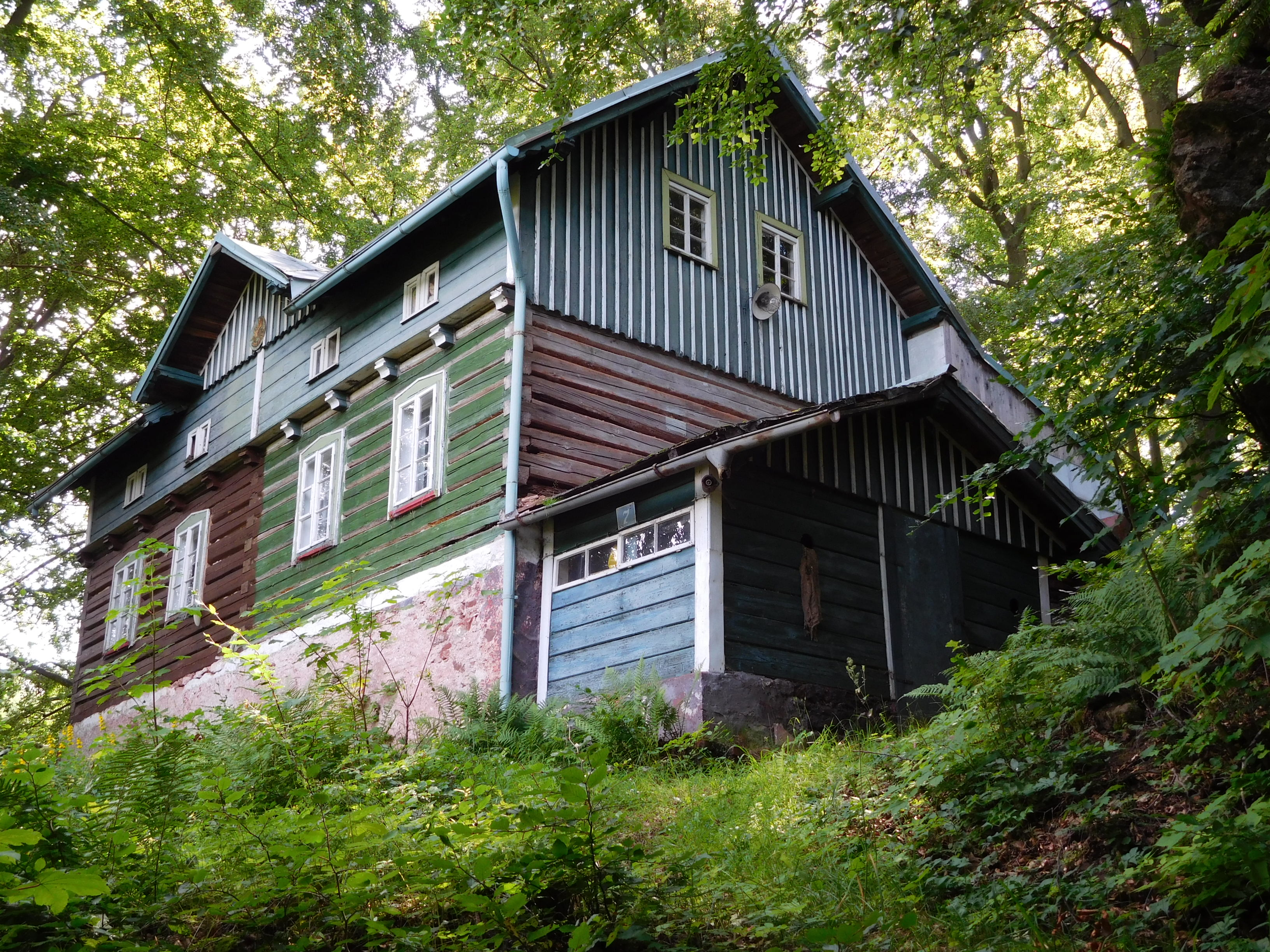
Hrádeček čp. 218